# The Squad
The Squad (Die Truppe) oder Squad bezeichnet eine informelle Gruppe aus Mitgliedern des Repräsentantenhauses der Vereinigten Staaten für die Demokratische Partei. Er besteht aus sechs demokratischen Abgeordneten des Repräsentantenhauses.
Sie zeigen starke Präsenz in den sozialen Netzwerken und gelten als Teil des progressiv-linken Parteiflügels und als Repräsentantinnen einer jüngeren Generation sowie einer Vielzahl bislang kaum im Kongress vertretener Minderheiten.
Seit der Wahl zum Repräsentantenhaus 2018 treten sie als befreundete Kollegen und Gruppe in Erscheinung und werden als solche wahrgenommen und bewertet. Die Bezeichnung Squad stammte zuerst von Ocasio-Cortez selbst, wird seitdem aber auch von demokratischen und republikanischen Politikern, anderen Persönlichkeiten und den Medien benutzt. Bekanntheit als Gruppe unter diesem Namen erlangten sie auch über Angriffe durch den ehemaligen Präsidenten Donald Trump auf Twitter.

## Mitglieder

### Gründungsmitglieder
Im 116. Kongress ab 2019 bestand die Gruppe aus vier jungen Women of color:
- Alexandria Ocasio-Cortez (* 13. Oktober 1989, genannt AOC) für den 14. Kongresswahlbezirk von New York
- Ilhan Omar (* 4. Oktober 1982) für den 5. Kongresswahlbezirk von Minnesota
- Ayanna Pressley (* 3. Februar 1974) für den 7. Kongresswahlbezirk von Massachusetts
- Rashida Tlaib (* 24. Juli 1976) für den 13. Kongresswahlbezirk von Michigan

### Ab 2021
Im 117. Kongress 2021 wurden zwei weitere Mitglieder aufgenommen, die ebenfalls Person of Color sind, darunter auch ein Mann: Bowman und Bush zählen mittlerweile nicht mehr zur Squad, da sie nicht wiedergewählt wurden.
- Jamaal Bowman (* 24. Juli 1976) für den 16. Kongresswahlbezirk von New York
- Cori Bush (* 21. Juli 1976) für den 1. Kongresswahlbezirk von Missouri

### Ab 2023
Im 118. Kongress 2023 wurden drei weitere Mitglieder aufgenommen, darunter auch ein Mann.
- Greg Casar (* 4. Mai 1989) für den 35. Kongresswahlbezirk von Texas
- Summer Lee (* 26. November 1987) für den 12. Kongresswahlbezirk von Pennsylvania
- Delia Ramirez (* 2. Juni 1983) für den 3. Kongresswahlbezirk von Illinois

## Abgeordnete im Kongress

### Wahlen

#### 2018
Ocasio-Cortez, die puerto-ricanischer Abstammung ist, war politisch zuvor im Präsidentschaftswahlkampf für Bernie Sanders aktiv und gewann 2018 zunächst die parteiinterne Vorwahl gegen Joe Crowley sowie die Hauptwahl gegen den Republikaner Anthony Pappas. Omar, die aus Somalia stammt, wurde 2016 in das Repräsentantenhaus von Minnesota gewählt und wurde damit die erste Abgeordnete in einer State Legislature aus Somalia. 2018 gewann sie die Vorwahl, bei der der bisherige Amtsinhaber Keith Ellison nicht mehr zur Wiederwahl antrat, und die Hauptwahl gegen Jennifer Zielinski. Pressley wurde 2009 in den Bostoner Stadtrat gewählt und war die erste afroamerikanische Frau in diesem Gremium. 2018 gewann sie mit dem Slogan „Change can't wait“ die Vorwahl gegen Mike Capuano, der den Sitz seit zehn Legislaturperioden innehatte. Ihr Sieg wurde mit dem von Ocasio-Cortez verglichen, weil beide als junge Women of Color langjährige Amtsinhaber geschlagen hatten. Nach Pressleys Sieg gratulierte Ocasio-Cortez ihrer „Schwester im Dienste“. Die Hauptwahl gewann Pressley ohne Schwierigkeiten, da kein republikanischer Gegenkandidat antrat. Tlaib, die von palästinensischen Immigranten abstammt, wurde 2008 in das Repräsentantenhaus von Michigan gewählt, als der Amtsinhaber Steve Tobocman, für den sie zuvor gearbeitet hatte, wegen Amtszeitbeschränkungen nicht mehr kandidieren konnte, und war in diesem Amt eine der ersten palästinensischstämmigen Abgeordneten für Michigan. 2018 gewann sie die Vorwahl gegen Brenda Jones und die Hauptwahl ohne wesentlichen Gegenkandidaten.
Ocasio-Cortez ist die bisher jüngste Frau im Kongress. Pressley ist Massachusetts’ erste schwarze Kongressabgeordnete. Omar ist die erste Abgeordnete, die aus Somalia stammt, die aus Afrika in die Vereinigten Staaten eingebürgert ist, und die erste nicht-weiße Abgeordnete aus Minnesota. Tlaib ist die erste palästinensischstämmige Kongressabgeordnete und gemeinsam mit Omar die ersten Muslima im Kongress. Beide leisteten den Amtseid auf den Koran, wobei Tlaib einen Thawb trug und den Hashtag #TweetYourThobe auslöste. Für Omar, die Hidschab trägt, wurde das Verbot religiöser Kopfbedeckungen im Kongress aufgehoben, sodass sie die erste Abgeordnete im Kongress mit einer religiösen Kopfbedeckung ist. Sie betonte zuvor, dass das Tragen des Kopftuchs ihre eigene Entscheidung sei.

#### 2020
Die vier Abgeordneten haben sich für die kommende Wahl zum Repräsentantenhaus der Vereinigten Staaten 2020 am 3. November zur Wiederwahl gestellt. Alle vier sind mit z. T. großen Vorsprung wiedergewählt worden:
- Alexandria Ocasio-Cortez setzte sich mit 68,8 Prozent der Stimmen gegen den Republikaner John Cummings durch.[13]
- Rashida Tlaib gewann mit 77,9 Prozent der Stimmen gegen den Republikaner David Dudenhoefer.[14]
- Ilhan Omar lag mit 64,5 Prozent der Stimmen vor dem Republikaner Lacy Johnson.[15]
- Ayanna Pressley bekam 85,3 Prozent der Stimmen; ihr wichtigster Gegenkandidat war der Unabhängige Roy Owens.[16]

Pressley war ohne Gegenkandidaten bei den Vorwahlen der Demokraten; die anderen drei hatten Herausforderer zur Vorwahl der Demokraten. Ocasio-Cortez wurde unter anderem von der Journalistin Michelle Caruso-Cabrera herausgefordert, für Omar war der Anwalt Antone Melton-Meaux der ernstzunehmendste Gegner. Bei Tlaib war Brenda Jones diesmal die einzige Herausforderin. Alle vier erhielten ein Endorsement von Senator Bernie Sanders. Dieser rief die Anhänger seiner Präsidentschaftskampagne zu Spenden an Ocasio-Cortez, Omar und Tlaib auf. Am 1. Juli 2020 bekundeten die vier Abgeordneten ihr gegenseitiges Endorsement und verkündeten den Start ihres gemeinsamen Fundraising-Komitees namens Squad Victory Fund, mit dem Geld gesammelt wird für ihre Wiederwahl-Kampagnen und mit ihnen verbundene PACs, die es dann anderen von ihnen unterstützten progressiven Kandidaten zugutekommen lassen können. Gemäß ihrer Ausrichtungen als Graswurzelbewegungen akzeptieren sie keine Spenden von Lobbyisten, Unternehmen-PACs, Unternehmen für fossile Brennstoffe oder Polizeiorganisationen. Alle vier Abgeordneten gewannen ihre Vorwahlen, daneben auch weitere Progressive, die als neue Mitglieder prognostiziert werden:
Jamaal Bowman für den 16. Kongresswahlbezirk von New York sagte, er werde unmittelbar einen Mitgliedschaftsantrag für den Squad einreichen, sowie dass er bereits Teil des Squad sei: „Ich war Teil des Squads, sogar bevor ich kandidierte, denn der Squad besteht nicht nur aus Kongressabgeordneten. Der Squad ist viel größer – wie Ayanna Pressley uns so redegewandt informierte: Der Squad ist groß und wächst. Daher war ich bereits ein Teil davon. Und ich erwarte, dass ich auch im Kongress weiterhin ein Teil davon sein werde.“ Ein weiteres neues Mitglied des Squad ist Cori Bush, die ebenfalls von Bernie Sanders und Justice Democrats unterstützt wurde, sich im August 2020 in der demokratischen Vorwahl für den 1. Kongresswahlbezirk von Missouri gegen William Lacy Clay durchsetzte und im November den Wahlbezirk gewann. Bowman und Bush wurden bei der Vereidigung des neuen Kongress am 3. Januar 2021 durch ein weiteres Foto als offizielle neue Mitglieder aufgenommen.

### Gemeinsame Politik
Die vier Abgeordneten werden im linken Flügel ihrer Partei, teilweise der radikalen Linken (far left), und als Teil einer neuen progressiven Bewegung, die ihre Partei weiter nach links zu rücken versucht, eingeordnet. Konservative Medien wie Fox News werfen ihnen vor, durch massiven Druck auf Entscheidungsträger die Demokraten weiter nach links rücken zu wollen. Liberale Medien loben einerseits ihre konsequente Orientierung auf Diversität, kritisieren andererseits die durch ihr Auftreten verursachte Entfremdung zentristischer Wähler von den Demokraten. Ocasio-Cortez und Tlaib sind Mitglieder der Democratic Socialists of America. Alle vier sind Mitglied des Congressional Progressive Caucus und nach der Kongresswahl den Justice Democrats beigetreten, von denen sie zuvor im Wahlkampf unterstützt worden sind. Sie sind sowohl für lauten, aktiven Protest gegen Donald Trump und anderer führender Republikaner wie Mitch McConnell bekannt, als auch dafür, dass sie sich bei unterschiedlicher Meinung sogar gegen die eigene Parteispitze stellen. Sie setzen sich gegen Diskriminierung, für Gleichberechtigung und die Rechte von Minderheiten ein, unter anderem für LGBT- und Frauenrechte.
Über ihre Gemeinsamkeiten sagte Pressley in einem Interview mit Gayle King von CBS: „Was wir sind, sind vier Frauen mit übereinstimmenden Werten und geteilten politischen Prioritäten. […] Was wir sind, sind vier Gesetzgebende, die zufällig immer wieder auf derselben Seite bei denselben Themen landen.“ ProgressivePunch, eine Ratingseite für progressive Politik, vergibt anhand des Wahlverhaltens bezüglich 14 bestimmter Themen an die Abgeordneten jeweils die Wertung „A“ mit Pressley und Tlaib neben anderen auf dem ersten Platz. Zu politischen Anliegen und Zielen, die größtenteils ihnen vier gemeinsam sind und als progressiv verortet werden, gehören die Krankenversicherung für alle, genannt „Medicare for all“, das Erlassen ausstehender Studentenschulden zusammen mit der Abschaffung von Schulgeld, ein höherer Mindestlohn von oder über 15 $, starker Umweltschutz, schärfere Waffengesetze, die Abschaffung privatisierter Gefängnisse und der United States Immigration and Customs Enforcement, Einsatz gegen die Inhaftierung illegal eingewanderter Kinder und amerikanische Kriegseinsätze.
Im Juni 2019 stimmten die vier als die einzigen Demokraten gegen eine Border Funding Bill, einen Gesetzesentwurf zur Finanzierung der United States Customs and Border Protection zur gesundheitlichen Versorgung Inhaftierter. Omar begründete, dieser Entwurf gäbe gerade der Organisation Geld, die die Menschenrechtsverletzungen an der Grenze begehe und anleite.
Sie sind für die Amtsenthebung von Donald Trump. Tlaib veröffentlichte an ihrem ersten Tag im Kongress einen Artikel, der dazu aufrief, und sagte: „We're gonna impeach the motherfucker!“ Pressley rief bereits nach ihrem Vorwahlsieg zu Trumps Amtsenthebung auf und nennt ihn statt Präsident bloß „Besetzer des Weißen Hauses“. Nachdem der Kongress Ende September 2019 im Zuge der Ukraine-Affäre eine Amtsenthebungsuntersuchung eingeleitet hatte, wurde CNN für einen Beitrag kritisiert, der eine andere Gruppe bestehend aus fünf weißen, moderaten, weiblichen Kongressabgeordneten die Führungsrolle im Bemühen um eine Amtsenthebung zugeschrieben hat. Damit sei die wichtige Rolle schwarzer Frauen – der Mitglieder des Squad sowie der Repräsentantin Maxine Waters –, die mit ihren frühen Rufen den Vorstoß nach einer Amtsenthebung anführten, ausradiert worden.
Omar und Tlaib äußerten mehrfach Kritik an der Regierung Israels, unterstützen Boycott, Divestment and Sanctions und kritisieren die Besetzung palästinensischer Gebiete, wofür ihnen Antisemitismus vorgeworfen wird. Gegen Bemühungen im Kongress, BDS zu verbieten, verteidigten sie in einer Erklärung mit dem Abgeordneten John Lewis, „dass alle Amerikaner das Recht haben, im Bestreben um Menschenrechte im In- und Ausland an Boycotts teilzunehmen, gesichert durch den 1. Zusatzartikel.“ Neben Omar und Tlaib stimmte auch Ocasio-Cortez gegen eine Erklärung, die BDS verurteilen sollte; Pressley stimmte dafür.
Bei der Abstimmung über eine Resolution, mit der das Repräsentantenhaus die Unterstützung der Vereinigten Staaten für eine Zweistaatenlösung im Israelisch-Palästinensischen Konflikt bekräftigt, haben die vier Abgeordneten neben fast allen Republikanern und einem unabhängigen Abgeordneten, Justin Amash (ein Sohn eines Palästinensers), als die einzigen Demokraten mit „Nein“ dagegen gestimmt aufgrund der Textveränderungen, die daran vorgenommen worden waren. Die Resolution war von Alan Lowenthal ursprünglich bereits im Sommer eingereicht und dann auch von Omar mitunterzeichnet worden, in der Zwischenzeit haben aber verschiedene Abgeordneten unter anderem dafür gesorgt, dass die Zweistaatenlösung nicht mehr als breiter Konsens dargestellt wird und alle Erwähnungen der Okkupationen im Westjordanland gestrichen wurden. Omar schrieb auf Twitter, sie fürchte, auf diese Weise mache die Resolution es unmöglich, jemals den Frieden zu bringen. Ihre Gegenstimme sei eine Kritik an der pro-Besetzungen-Haltung des Establishments. Tlaib berief sich in ihrer Rede auf ihre palästinensische Großmutter.
Innerhalb zwei Wochen nach einer Debatte der demokratischen Kandidaten im Präsidentschaftswahl in den Vereinigten Staaten 2020 am 15. Oktober 2019 gaben drei der vier Abgeordneten ihre Unterstützungserklärungen (endorsements) für den Kandidaten Bernie Sanders bekannt, der bei der Debatte seinen ersten öffentlichen Auftritt nach einem Herzinfarkt Anfang Oktober hatte: Omar erklärte ihre Unterstützung am auf die Debatte folgenden Morgen, wobei auch verkündet wurde, dass Ocasio-Cortez ihre Unterstützung am Samstag, dem 19. Oktober, bei einer Kampagnenveranstaltung von Sanders bekanntgeben werde, zu der dieser einen Überraschungsgast angekündigt hatte. Bei der „Bernie's back“-Rally trat sie zusammen mit Filmemacher Michael Moore auf. Omar kündigte am 16. Oktober auch eine Unterstützungserklärung von Tlaib an, während diese dann noch selbst sagte, sie habe sich noch nicht entschieden. Tlaib verkündete ihre Unterstützung schließlich offiziell bei einer Wahlkampfveranstaltung von Sanders am 27. Oktober. Sie wurden von Feministinnen dafür kritisiert, einen weißen Mann statt einer Frau oder eines Minderheitenkandidaten zu unterstützen; Omar sagte in ihrer Erklärung dagegen, Sanders' Bewegung überschreite Geschlecht, Herkunft und Religion.
 Ayanna Pressley wartete länger und gab erst am 6. November ihre Unterstützung für die demokratische Kandidatin Elizabeth Warren bekannt, die wie Pressley den Bundesstaat Massachusetts vertritt. Ihre Abweichung wird als Bruch im Squad wahrgenommen. Zuvor hatte schon Vox kommentiert, dass sie nicht zusammen mit den anderen Mitgliedern ihre Unterstützung für Sanders verkündete, zeige auf, dass der Squad kein Monolith sei. Pressleys Sprecherin hatte daran erinnert, dass die vier Frauen ihre politischen Entscheidungen letztlich als Individuen treffen.
Zur COVID-19-Pandemie in den Vereinigten Staaten hielten Ocasio-Cortez, Omar und Tlaib mit Sanders einen virtuellen runden Tisch ab, bei dem sie das Stimulus-Paket der Regierung dafür kritisierten, Millionenhilfen an Unternehmen zu zahlen, aber nicht die Arbeiter zu beschützen und den Bürgern mit finanziellen Schwierigkeiten ausreichend zu helfen. Sie riefen auch dazu auf, Schulden von Studenten aufgrund Studienkredite zu tilgen; Omar und Pressley legten dazu einen Gesetzesentwurf vor. Außerdem sind sie für die Entlassung von Häftlingen bestimmter Gruppen, wie älteren Personen, solchen, die nur niedere Vergehen begangen haben, weil überfüllte Gefängnisse Risikoorte der Ausbreitung des Virus darstellen. In verschiedenen einzelnen Statements und Briefen machten sie ihre Position deutlich, dass die Hilfen alle Menschen in den Staaten erreichen sollten, auch Personen ohne Versicherung und undokumentierte Einwanderer. Omar machte darauf aufmerksam, dass diese auch Steuern zahlen. Sie mitunterzeichneten einen Brief demokratischer Abgeordneten und Senatoren an Außenminister Mike Pompeo und Finanzminister Steven Mnuchin, in dem gefordert wurde, Sanktionen gegen den Iran aufzuheben, die es den Bürgern erschweren würden, grundlegende Nahrung und Hygieneartikel zu erhalten. Omar sagte, die Sanktionen beizubehalten sei nicht nur grausam, sondern auch kriminell; sie würden nicht die Regierung des Landes beeinflussen, sondern die Bürger bestrafen, die bereits leiden. Mit einem Gesetzesentwurf von Omar, der von den anderen drei mitunterzeichnet wurde, fordert der Squad, Mieten und Hypotheken sowie Geldbußen, wenn diese nicht gezahlt werden, auszusetzen, damit Menschen, die durch die Krise diese nicht mehr zahlen können, nicht zwangsgeräumt werden und ihre Heime verlieren.
Am Tag des Rückzugs Joe Bidens aus dem Präsidentschaftswahlkampf 2024 drückten nach zuvor ambivalenten Positionen so gut wie alle Mitglieder des Squads ihre Unterstützung für die Kandidatur der Vizepräsidentin Kamala Harris aus.

## Bezeichnung

### Entstehung des Namens
Nachdem sie am 6. November 2018 zum ersten Mal in den Kongress gewählt waren, nahmen die Abgeordneten am 12. November als Neulinge an der Freshman Orientation Week teil, wo sie jeweils einzeln ein Interview darüber führten, repräsentative „Erste“ zu sein. Im Kapitol entstand ein Gruppenfoto, das Ocasio-Cortez einen Tag später auf Instagram mit der Bildunterschrift „Squad“ postete. Ocasio-Cortez sagt dazu selbst: „Es war buchstäblich nur ein Spaß aus dem Instagram-Post. Ich schrieb einfach „Squad“ und es blieb hängen.“ Das Foto ging nach der Veröffentlichung viral und wurde von ihren Anhängern viel geteilt; neben der Bezeichnung Squad war auch der Hashtag #SquadGoals beliebt. Die vier, die als versiert im Umgang mit den Social Media zum Ansprechen jüngerer Leute gelten, posten häufig gemeinsame Selfies, unter anderem mit der Unterschrift „Schwesternliebe“. Viral ging außerdem ein von The Mary Sue verbreitetes Foto von Ocasio-Cortez, Pressley und Tlaib bei der öffentlichen Anhörung von Michael Cohen am 27. Februar 2019 vor dem Kontrollgremium des Repräsentantenhauses, dem die drei Abgeordneten seit Januar 2019 angehören, wie sie mit ihrer Mimik und Blicken in Richtung Cohen auf dessen Aussagen reagieren. Das Foto bzw. ihre abgebildeten Blicke wurden als kraftvoll und „badass“ bezeichnet; auch Ocasio-Cortez selbst hat das Foto geteilt.
Am 14. November 2018 bezeichnete Laura Ingraham auf dem Fox News Channel die vier Abgeordneten in einem Segment namens The Freshmen Insurrection (zu deutsch: Aufstand der Neulinge) als die vier apokalyptischen Reiterinnen. Nachdem die vier im Juni gegen eine Border Funding Bill gestimmt hatten, wies Sprecherin Nancy Pelosi darauf hin, dass sie nur vier sind und auch nicht mehr Stimmen bekamen. In einer Kolumne über Pelosi bezüglich dieses Vorfalls benutzte Maureen Dowd die Bezeichnung Squad. Tlaib forderte Pelosi zu einem Treffen mit der Gruppe auf, das auch zustande kam.
Bei der Vereidigung des neuen Kongress am 3. Januar 2021 entstand erneut ein Foto mit den neuen Mitgliedern Jamaal Bowman und Cori Bush mit der Überschrift Squad up.

### Wertung des Begriffs und der Gruppe
In der Bedeutung einer freundschaftlichen und solidarischen Gruppe stammt Squad aus dem Slang der AAVE, verbreitet in der Hip-Hop-Kultur und unter Jugendlichen. Die New York Times bezieht sich auf den militärischen Ursprung des Begriffs, der Selbstverteidigung, Loyalität und ein zu schützendes Anliegen vermittle. Kolumnistin Moira Donegan schrieb, dass er ihr unangenehm als „sexistisch und verkindlichend“ aufstoße. Die Intention der Benutzung hängt stark von der politischen Richtung ab: Für politische Gegner ist es ein Mittel, die Bedeutung der vier Frauen und ihre Arbeit herabzusetzen, wie Kelly Dittmar vom Center for American Women and Politics sagt; für Anhänger ein Ausdruck der Solidarität. Im August 2019 titelte die New York Times: „Der Squad ist die Zukunft der demokratischen Partei.“ Trump nennt sie häufig das „Gesicht der demokratischen Partei“ als Angriff gegen die Partei. Für Jonathan Tobin von der New York Post hat er recht: der Squad bestimme die Agenda des Repräsentantenhauses, weil seine Mitglieder die Fähigkeit haben, Parteiveteranen wie Pelosi und Jerrold Nadler einzuschüchtern.

#### Offener Mitgliedschaftsgedanke
Die vier Frauen benutzen den Begriff selbst nicht als exklusiv auf sie bezogen, sodass alle Anhänger ihrer politischen Werte und Anliegen ihn ebenso benutzen können. Pressley sagte in einem Interview: „Wenn man unsere Werte teilt und daran glaubt, an einer gleichwertigeren und gerechteren Welt zu arbeiten, ist man Teil des Squads.“ Das PAC Justice Democrats, die die vier bei der Kongresswahl unterstützt hatte und der sie nach ihrem Sieg beigetreten waren, twitterte ein ähnliches Statement von Pressley, dass sie mehr als vier sind und das Squad jede Person beinhalte, die sich für eine gerechte Welt engagiert. Ocasio-Cortez fragte ihre Follower daraufhin, wer eintreten wolle. The Onion erfand die Satireschlagzeile, dass der 82-jährige Abgeordnete Bill Pascrell dem Squad beitreten wolle, was dieser daraufhin tatsächlich bei Omar anfragte und sie, wie auch Ocasio-Cortez zusagte. Anna North von Vox wertete diesen inklusiven und ausdehnbaren Ansatz als Gegenwehr zu Bemühungen von Trump und Pelosi, den Squad als kleine, nicht repräsentative Gruppe darzustellen.
Für eine Episode von Full Frontal with Samantha Bee, bei der Omar am 2. Oktober 2019 zu Gast war, besuchte die Moderatorin mit dieser das Kapitol und begegnete dort auch Ocasio-Cortez, die sie umarmte, worauf Bee für sich stolz behauptete, von da an Teil des Squads zu sein. Ocasio-Cortez antwortete ihr mit dem Hashtag #The SquadIsBig: „Du bist dabei,“ und Omar bekräftigte wieder, dass Teil des Squad sei, wer an eine gerechtere und gleichwertigere Welt glaube. Auch Pressley hieß sie im Squad willkommen.
Für die November/Dezember-Ausgabe 2019 der Mother Jones schreibt Kara Voght, es gebe eine Welle von Demokraten, die für den Kongress kandidieren hoffen, dem Squad beizutreten, sodass daraus eine Herde werde. So wird Alex Morse zitiert, er wäre begeistert, im Squad willkommen geheißen zu werden.

### AOC plus 3
Anstelle der etablierten Bezeichnung „Squad“ benutzte Laura Ingraham am 15. Juli 2019 im Sender Fox News mehrfach und mit Texteinblendungen die Formulierung „AOC plus 3“, welche daraufhin von weiteren Fox-Moderatoren übernommen wurde. Auch Donald Trump benutzt sie seitdem häufiger, so zum Beispiel im Juli.
Ende September sorgte die Verwendung in einem Tweet Trumps für Belustigung in den sozialen Medien; viele User machten dabei den Witz, es klinge wie der Name einer Musikgruppe. Nachdem der Kongress Ende September als Reaktion auf den möglichen Amts- und Machtmissbrauch Trumps in der Ukraine-Affäre eine Untersuchung zur Amtsenthebung eingeleitet hatte, postete Trump mehrere Reihen von Tweets, darunter einen, in dem er die Demokraten als „Wilde“ („savages“) bezeichnete und beispielhaft Adam Schiff, Jerrold Nadler und den Squad mit der Formulierung „AOC plus 3“ benannte. Dieser Tweet wurde zum einen dafür kritisiert, dass er damit die Namen von dreien der Abgeordneten unter den Tisch fallen ließ, und zum anderen dafür, dass die Personen, die er sich für den Angriff herausgepickt hatte, zwei Juden und vier Women of color sind. Ocasio-Cortez antwortete selbst darauf, es solle besser „Pressley plus 3“ heißen, weil ihre Kollegin die beste Sängerin der vier Frauen sei.

## Trump-Tweets und Folgen
Donald Trump verfasste am 14. Juli 2019 drei Tweets gegen progressive demokratische Abgeordnete, dass sie in ihre Heimatländer zurückkehren und die dortigen Verhältnisse in Ordnung bringen sollten. In weiteren Tweets bezeichnete er sie als „anti-Israel, pro Al Qaeda“, warf ihnen vor, offene Grenzen zu befürworten, und unterstellte ihnen indirekt, Amerika zu hassen. Drei dieser Tweets erschienen während einer Pressekonferenz, die drei der vier Abgeordneten nach dem ersten Tweet einberaumten. Auf der Pressekonferenz erklärten die Abgeordneten die Tweets als unbeherrschte Reaktion einer korrupten und chaotischen Administration. Sie bezeichneten die Tweets als Ausdruck eines „weißen Nationalismus“ sowie als rassistisch und erneuerten die Forderung nach einem Impeachment Trumps. Neben Nancy Pelosi und anderen Demokraten verurteilten auch einige republikanische Politiker die Äußerungen Trumps. Obwohl er darin weder ihre Namen noch die Bezeichnung Squad nannte, wurden diese Tweets in den Medien als auf die vier Frauen bezogen gedeutet. Seine Aussage, insbesondere die darin enthaltene Behauptung, „Women of Color“ könnten nicht aus den Vereinigten Staaten stammen, wurde von den Medien und Politikern wie Pelosi und Präsidentschaftskandidaten der Demokraten als rassistisch verurteilt. Die vier Abgeordneten hielten am 15. Juli eine Pressekonferenz zur Reaktion ab. Das Repräsentantenhaus verurteilte Trumps Aussagen in der offiziellen Erklärung H. Res. 489.
Bei einer Wahlkampfveranstaltung Trumps entstand nach Bemerkungen von ihm gegen Omar im Publikum der andauernde Ruf „Schickt sie zurück!“, von dem Trump sich zunächst distanzierte. Später bezeichnete er seine Anhänger, die diesen Slogan skandierten, aber als „unglaublich patriotisch“. Eine republikanische Gruppe aus Illinois, die IRCCA, veröffentlichte auf Facebook ein bearbeitetes Bild der vier Abgeordneten mit dem Schriftzug „Jihad Squad“, welches später wieder gelöscht und von dem Präsidenten der IRCCA und dem Vorsitzenden der republikanischen Partei in Illinois verurteilt worden ist. Das Feuerwaffengeschäft „Cherokee Guns“ in Murphy, North Carolina ließ eine Reklametafel mit Bildern der vier Frauen und dem Schriftzug „The 4 Horsemen Cometh“, bei dem das letzte Wort durchgestrichen und stattdessen „are Idiots“ überschrieben ist, aufstellen, gegen die sich Tlaib und Pressley ausgesprochen haben.
Am 20. August veröffentlichte Fox eine Parodie der Simpsons auf die West Side Story, genannt „West Wing Story“, die den Squad gegen Trump und mit demokratischen Präsidentschaftskandidaten zeigt.

### Einreiseverbot nach Israel
Im August 2019 fand ein Besuch einer Delegation von demokratischen und republikanischen Abgeordneten nach Israel statt, der auch für Tlaib und Omar geplant war. Der israelische Botschafter in den Vereinigten Staaten Ron Dermer hatte zuvor verkündet, keinem Kongressmitglied würde die Einreise verwehrt werden, und auch von Israels Regierung hieß es, man werde die beiden willkommen heißen. Aber Trump twitterte am 15. August, Israel würde große Schwäche zeigen, wenn es den Besuch der beiden erlaube, weil sie Israel und Juden hassen würden. Etwa zwei Stunden später verkündeten ein Sprecher für den israelischen Innenminister Arje Deri und der Ministerpräsident Benjamin Netanjahu, dass die beiden Abgeordneten ausgeschlossen würden. Von israelischer Seite wird dies mit ihrer Unterstützung für Boycott, Divestment and Sanctions und Palästina begründet. Omar unterstellte aber, die Entscheidung sei unter Druck von Donald Trump geschehen. Tlaib bezeichnete die Entscheidung in einem Tweet mit einem Bild ihrer Großmutter als „Zeichen von Schwäche“. Beide bezeichneten das Einreiseverbot als undemokratisch. Trump verteidigte Israels Entscheidung, weil die beiden „furchtbare Dinge über Israel“ gesagt hätten. Am folgenden Tag wurde Tlaib nach einer Anfrage gewährt, unter Einhaltung von Auflagen ihre Verwandten im Westjordanland besuchen zu dürfen, aber sie entschied sich schließlich, nicht in das Land zu reisen, weil ein Besuch unter solchen Bedingungen gegen alles stehe, an das sie glaube – gegen Rassismus, Unterdrückung und Ungerechtigkeit zu kämpfen.

### Wirkung in Deutschland
Während die Frauen und ihre Erfolge im Einzelnen bereits vorher in Deutschland Nachricht machten, wurden sie besonders in der Reaktion auf Trumps Tweets im Juli als Gruppe mit der Bezeichnung The Squad bekannt und behandelt, etwa bei der Tagesschau. Manche Medien nahmen diese Vorfälle zum Anlass, die vier Abgeordneten gemeinsam vorzustellen, so die Hannoversche Allgemeine oder n-tv.
Seine Äußerungen gegen die Abgeordneten wurden auch von der Kanzlerin kommentiert. Vor der Sommerpause verurteilte Angela Merkel auf eine Anfrage die Einlassungen des US-Präsidenten: „Ich distanziere mich davon entschieden und fühle mich solidarisch mit den drei attackierten Frauen.“

## Gemeinsame Medienauftritte (Liste)
- Pressekonferenz, 15. Juli 2019
- Interview mit Gayle King, CBS This Morning, 17. Juli 2019
- Interview mit Nermeen Shaikh, Democracy Now, 11. Februar 2020